# Palla prigioniera
Palla prigioniera è un gioco di squadra all'aperto; talvolta viene confuso con un altro gioco, piuttosto diverso, chiamato palla avvelenata.

## Regole
Il campo di gioco è diviso da una riga in due parti uguali. Nella zona retrostante ad ogni metà campo è situata un'ulteriore zona, chiamata prigione. I giocatori vengono divisi in due squadre, ognuna delle quali occuperà una metà campo. Viene sorteggiata la squadra che riceverà la palla per prima.
Obiettivo di ogni squadra è eliminare i giocatori avversari, rendendoli "prigionieri". Un giocatore viene reso prigioniero se viene colpito con la palla da un avversario. In tal caso deve spostarsi nella prigione dietro la linea di fondo del campo avversario. Se però un avversario prende al volo la palla, è il lanciatore ad essere reso prigioniero. Se un giocatore in prigione prende al volo la palla lanciatagli dai giocatori della propria squadra viene "liberato" e può tornare a giocare con la propria formazione.
Il gioco termina quando tutti i componenti di una squadra sono stati fatti "prigionieri".

## Varianti
Una variante, invece, prevede il termine della partita con la "cattura" del capitano avversario, che naturalmente è "in incognito" per gli avversari.
Il dodgeball è una disciplina sportiva derivata dalla palla prigioniera; le regole sono state formalizzate originariamente negli Stati Uniti e successivamente importate in altri paesi, inclusa l'Italia.